# Fate/tiger colosseum
Fate/tiger colosseum (フェイト/タイガーころしあむ?, Feito/taigā koroshiamu) è un videogioco picchiaduro 3D basato sull'eroge Fate/stay night, realizzato per PlayStation Portable da Capcom e Cavia in collaborazione con Type-Moon. Tutti i personaggi sono disegnati in stile super deformed. Attualmente il gioco è stato pubblicato solo per il mercato giapponese.
Il 28 agosto 2008 ne è stato realizzato un seguito dal titolo Fate/tiger colosseum Upper.

## Trama
Emiya Shirō è uno studente delle superiori che un giorno assiste suo malgrado ad uno strano scontro fra due guerrieri fortissimi. Questo evento gli cambia la vita infatti anche lui verrà coinvolto nella battaglia per la conquista del santo graal assistito dalla servant Saber. Se inizialmente le sue capacità come mago sono molto scarse grazie all'aiuto di Tōsaka Rin e del suo servant Archer imparerà una tecnica unica che gli permetterà di combattere in prima linea. In questa guerra però sono coinvolte altre persone a lui care come la sua amica di infanzia Sakura Matō, il fratello di Sakura Shinji e la professoressa Taiga Fujimura.

## Personaggi
Nel videogioco è possibile controllare la maggior parte dei personaggi di Fate/stay night ed i principali di Fate/hollow ataraxia:
- Shirō Emiya (due vestiti: classico e casual)
- Saber (due vestiti: classico e casual)
- Saber cosplay da leone
- Dark Saber
- Rin Tōsaka (due vestiti: classico e tenuta scolastica)
- Archer (due vestiti: classico e casual)
- Sakura Matō (tre vestiti: classico, casual e da principessa)
- Dark Sakura Matō
- Caster (due vestiti: classico e casual)
- Taiga Fujimura (due vestiti: classico e abito da kendō)
- Rider
- Assassin

- Gilgamesh (due vestiti: classico e casual)
- Lancer (due vestiti: classico e casual)
- Ilya von Einzbern (due vestiti: classico e sportivo)
- Berserker
- Lancer
- Kirei Kotomine
- Taiga Fujimura
- True Assassin
- Caren Ortensia
- Sōichirō Kuzuki
- Bazett Fraga McRemitz

Molti di questi personaggi sono nascosti e devono essere sbloccati completando la "modalità storia" con la difficoltà impostata sul difficile. L'unico che viene anticipato nella opening del gioco è Saber con il cosplay da leone, suo animale preferito, che brandisce un pezzo di carne come arma. Nel trailer gli unici versi prodotti con questo cosplay sono "Gao Gao Gao!" che corrisponde al ruggito di un leone.

### Personaggi aggiuntivi inFate/tiger colosseum Upper
- Kalaido-Ruby (Magical girl Rin)
- Magical Amber (Magical girl Kohaku)
- Magical Caren
- Neko-Arc (Gatto Arcueid)
- Phantasmoon (Magical girl Arcueid)
- Tiger-Sensei

Anche nel sequel sono presenti dei costumi aggiuntivi:
- Caster (uniforme scolastica)
- Rin Tōsaka (con gli occhiali)
- Caren Ortensia (vestita come in Fate/hollow ataraxia)

## Vendite e critica
Fate/tiger colosseum è stato il quarto gioco più venduto in Giappone durante la settimana in cui è stato pubblicato, secondo il Media Create Weekly Ranking ha venduto 54 880 copie per poi raggiungere il terzo posto con 64 530 copie.
Il gioco ha ricevuto la valutazione 70/70/70/60 da Dengeki e 25 su 40 da Famitsū.